# جون براون بالدوين
جون براون بالدوين (بالإنجليزية: John Brown Baldwin)‏ هو محامي وسياسي أمريكي، ولد في 11 يناير 1820 في ستونتون في الولايات المتحدة، وتوفي في 30 سبتمبر 1873. حزبياً، نشط في الحزب الديمقراطي.